# Мю Андромеды
Мю Андромеды (лат. μ Andromedae), 37 Андромеды (лат. 37 Andromedae), HD 5448 — кратная звезда в созвездии Андромеды на расстоянии приблизительно 135 световых лет (около 41 парсека) от Солнца. Видимая звёздная величина звезды — +3,87. Возраст звезды определён как около 600 млн лет.

## Характеристики
Первый компонент (HD 5448Aa) — белая звезда спектрального класса A6V или A5V. Масса — около 2 солнечных, радиус — около 2,4 солнечных, светимость — около 21 солнечных. Эффективная температура — около 8222 K.
Второй компонент (HD 5448Ab). Орбитальный период — около 550,7 суток (1,5077 года).
Третий компонент (UCAC3 258-7710) — жёлто-белая звезда спектрального класса F. Видимая звёздная величина звезды — +12,9m. Радиус — около 2,24 солнечных, светимость — около 8,183 солнечных. Эффективная температура — около 6528 K. Удалён на 42,2 угловых секунды.
Четвёртый компонент (UCAC2 45109045) — жёлтая звезда спектрального класса G. Видимая звёздная величина звезды — +11,4m. Радиус — около 0,85 солнечного, светимость — около 0,792 солнечной. Эффективная температура — около 5903 K. Удалён на 34,2 угловых секунды.
Пятый компонент (TYC 2798-502-1) — жёлто-оранжевая звезда спектрального класса K-G. Видимая звёздная величина звезды — +9,8m. Радиус — около 4,13 солнечных, светимость — около 10,163 солнечных. Эффективная температура — около 5074 K. Удалён на 272,7 угловых секунды.